# Aureobasidium
Aureobasidium — рід мікроскопічних аскомікотових грибів родини Saccotheciaceae. Містить 3 види.

## Поширення
Космополітичний рід. Сапротрофи. Трапляється на найрізноманітніших вологих гниючих субстратах, в ґрунті, на листі рослин і всередині них, зрідка — на харчових продуктах.

## Види
- Aureobasidium apocryptum
- Aureobasidium microstictum
- Aureobasidium pullulans